# (1696) Nurmela
(1696) Nurmela ist ein Asteroid des Hauptgürtels, der am 18. März 1939 von dem finnischen Astronomen Yrjö Väisälä in Turku entdeckt wurde.
Der Asteroid wurde nach dem finnischen Akademiker Tauno Kalervo Nurmela benannt, der zeitweilig Kanzler der Universität Turku war.